# Power forward

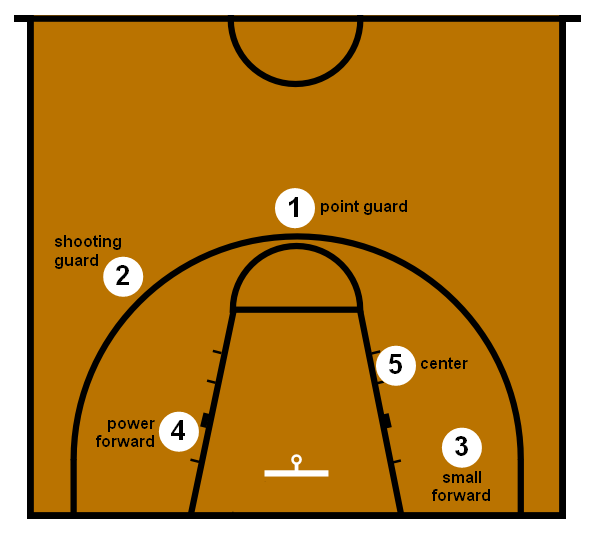
Standaard-spelposities in basketbal
1. pointguard
2. shooting guard
3. small forward
4. power forward
5. center

De power forward (afkorting PF, ook wel de 'nummer vier-positie' genoemd) is een van de vijf standaardposities bij basketbal. De taak van een power forward lijkt op die van de center. De power forward speelt in aanvallend opzicht vlak bij het bord met zijn rug naar de basket. In verdedigend opzicht speelt hij in een zoneverdediging, of tegen de power forward van de tegenpartij in een man-tot-man verdediging. Power forwards behoren in het algemeen tot de grootste spelers van het veld. Meestal zijn alleen de centers wat langer. Van een power forward wordt verwacht rebounds te pakken en hij scoort de meeste van zijn punten binnen twee meters van de basket, eerder dan via afstandsschoten. De power forward vormt een indrukwekkende verschijning op het veld, maar het is de center die de meeste schoten blokt en de meer intimiderende rol op zich neemt. In de NBA is een gemiddelde power forward 2,03-2,12 meter lang en weegt 100–120 kg. Vaak neemt de power forward in bepaalde spelsituaties de rol van center op zich, in het bijzonder wanneer het een team ontbreekt aan een langere speler.

## Bekende power forwards
Enkele bekende power forwards zijn:
- Serge Ibaka
- Rasheed Wallace
- Tim Duncan
- Dirk Nowitzki
- Dennis Rodman
- Karl Malone
- Kevin Garnett
- Amar'e Stoudemire
- LaMarcus Aldridge
- Giannis Antetokounmpo